# Agha Mohammad Chan Kadżar
Agha Mohammad Chan Kadżar (farsi: محمد خان قاجار) (ur. 1742, zm. 1797) – szach Persji, pierwszy z dynastii Kadżarów.

## Życiorys
Urodził się jako syn przywódcy jednego z plemion turkmeńskich, Kadżarów. W wieku siedmiu lat został wykastrowany na polecenie Adila Szaha, ówczesnego władcy Iranu. Nie przeszkodziło mu to w zostaniu przywódcą swego plemienia w 1758. W 1762 został schwytany przez wrogie mu plemię i wysłany do Szirazu jako zakładnik na dworze szacha Karim Chana. Przebywał tam do 1779, kiedy uciekł. W tym samym roku Karim Chan zmarł, co sprawiło, że kraj popadł w chaos. Przez kolejne dziesięć lat pięciu różnych władców z dynastii Zandów rządziło krajem.
Agha Mohammad Chan, wykorzystując powstałe zamieszanie, wszczął rebelię, która zakończyła się jego zwycięstwem w 1794. Przejęcie władzy przez Mohammada Chana przyniosło pokój i stabilizację, której Iran nie znał od upadku dynastii Zandów. Ogłosił się Królem królów w 1796. Na jego panowanie jednak rzuca cień wyjątkowe okrucieństwo, z jakim sprawował władzę.
W 1794 pokonał swego poprzednika Lotf Alego Chana i zdobył miasto Kerman. Mieszkańcy miasta zdecydowanie popierali pokonanego władcę. Rozwścieczony tym brakiem szacunku, Mohammad Chan rozkazał ukaranie jego mieszkańców. Mężczyźni zostali zabici lub oślepieni, a kobiety i dzieci sprzedane w niewolę. Kerman był następnie niszczony przez następne dziewięćdziesiąt dni. Sam Loft Ali Chan został po krótkim czasie schwytany, oślepiony własnoręcznie przez szacha, a później zamordowany podczas tortur.
W 1795 najechał na Gruzję po tym, jak ta odmówiła uznania jego zwierzchnictwa. Wojska perskie zrównały Tbilisi z ziemią, a jego mieszkańców zmasakrowano. Katarzyna II wysłała karną ekspedycję w 1796 r., ale jej efekty były raczej mizerne, ponieważ jej syn i następca, car Paweł I, kazał wstrzymać kampanię i wycofać wojska.
W tym samym roku zdobył region Chorasan. Jego władca Szahruch Szah, wnuk słynnego Nadir Szaha został poddany torturom, w wyniku których zmarł, albowiem Mohammad Chan sądził, iż wie, gdzie są ukryte legendarne skarby jego dziadka.
W 1797, rok po swojej koronacji został zamordowany w mieście Szusza, w dzisiejszym Azerbejdżanie. Według jednej legendy, w noc swej śmierci Mohammad Chan kazał sobie przynieść melon pocięty na kawałki. Zjadł jedną połowę, drugą każąc sobie odłożyć. Ostrzegł swoich służących, że jeśli choć jeden kawałek zostanie zjedzony, to zostaną oni ścięci osobiście przez szacha. Jeden ze służących zapomniał się i zjadł kawałek owocu. Słudzy następnie zabili władcę, obawiając się pewnej śmierci.